# Карпенко Петро Миколайович
Петро Миколайович Карпе́нко (нар. 1868, Знам'янка — пом. 1934) — український театральний актор. 

## Життєпис

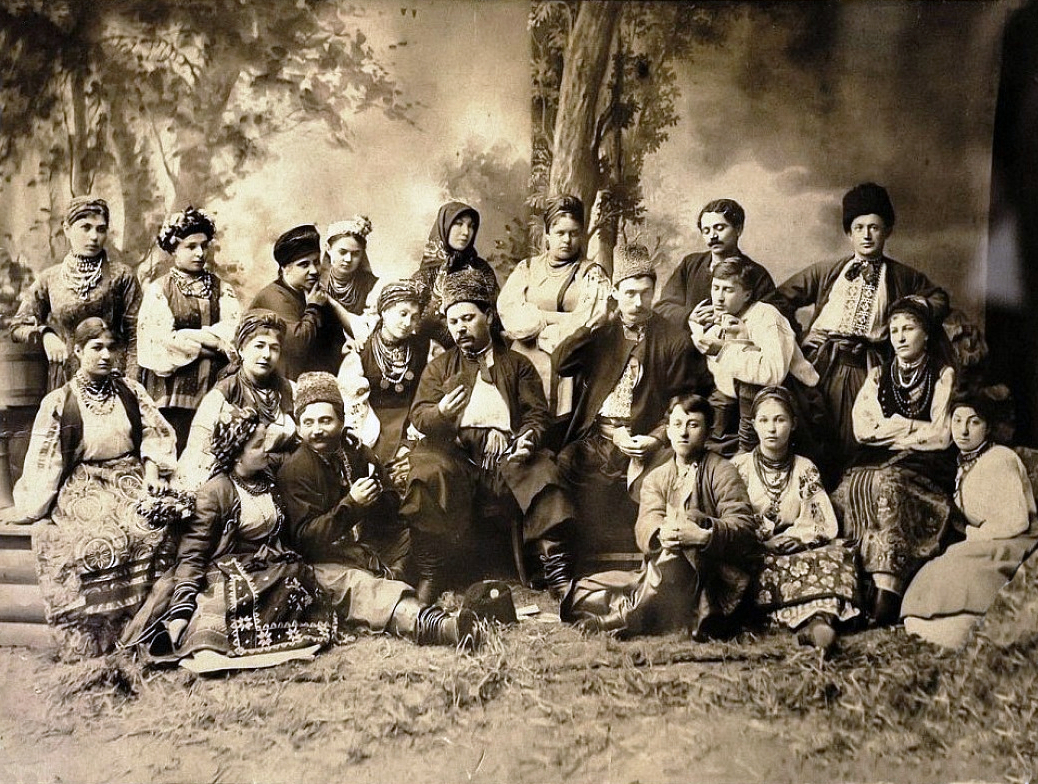
Трупа Кропивницького (сцена гри у карти), друга пол. 1880-х рр. Вгорі, з лївого боку починаючи: Нечай, Черновська, Затиркевич, Мартиненко, Нечай, Переверзева, Глєбов, Загорський.
Середнїй ряд: Доленко, Маркова, Заньковецька, Кропивницький, Садовський, Петро Карпенко, Ратмірова.
На долї: Хильченко (Тобилевичева), Саксаганський, Максимович, Полянська, Косюра

Народився 1868 року в селі Знам'янці (нині місто Кіровоградської області, Україна). У 1885—1888, 1894—1897 і 1899—1900 роках працював у трупі Марка Кропивницького; у 1888—1893 роках і 1898 році — у трупі Миколи Садовського; у 1900—1903 роках — у спільній трупі Марка Кропивницького, Панаса Саксаганського та Миколи Садовського за участі Марії Заньковецької. Також працював у драматичних колективах Георгія Деркача, Олексія Суходольського та інших. Помер у 1934 році.

## Ролі
- Лопуцьковський («Шельменко-денщик» Григорія Квітки-Основ'яненка);
- Борис («Доки сонце зійде, роса очі виїсть» Марка Кропивницького);
- Михайло («Не судилось» Михайла Старицького);
- Карпо («Лимерівна» Панаса Мирного);
- Гнат («Безталанна» Івана Карпенка-Карого).